# Lista de rios da Galiza
Esta é uma lista de rios de Galiza, na Espanha, em ordem alfabética.

## A
- Rio Abadín. Está na província de Lugo.
- Rio Acheiro.  Está na província da Corunha.
- Rio Andurinha. Afluente do rio Baxoi na província da Corunha.
- Rio Anlho. Afluente do rio Minho pela margem direita na província de Lugo.
- Rio Anlhóns. Está na província da Corunha.
- Rio de Arante. Um dos dois que confluem para formar o Rio Grande, na Província de Lugo
- Rio Arenteiro. Está na província de Ourense.
- Rio Areoso.
- Rio Arnego. Está na província de Pontevedra.
- Rio Arnoia. Está na província de Ourense. Afluente do Minho pela margem esquerda.
- Rio Arteixo. Está na província da Corunha.
- Rio Asma. Está na província de Lugo.
- Rio Avia. Está na província de Ourense. Afluente do Minho pela margem direita.
- Rio Açúmara. Está na província de Lugo. Afluente do Minho pela margem esquerda.

## B
- Rio Barbantinho. Está na província de Ourense. Afluente do rio Minho pela direita.
- Rio Barbanha. Está na província de Ourense no conselho de Ourense. Afluente do rio Minho pela esquerda.
- Rio Barcés. Está na província da Corunha.
- Rio Bajoi. Está na província da Corunha. Desemboca no Oceano Atlântico.
- Rio Belelhe. Está na província da Corunha.
- Rio Bermanha. Em Caldas de Reis, na província da Corunha.
- Rio Bolanhos. Está na província da Corunha.
- Rio Breja. Está na província da Corunha.
- Rio Bubal. Afluente do rio Minho na província de Lugo.

## C
- Rio Cabalar. Há um em Boimorto na província da Corunha e outro com o mesmo nome na Pobra de Trives na província de Ourense.
- Rio Cabe
- Rio Camba
- Rio Caselas. Está na província de Pontevedra e é afluente do rio Minho pela direita.
- Rio Caudelo. Está na província da Corunha.
- Rio Cea. Está na província de Pontevedra e é afluente do rio Minho pela direita.
- Rio Cedeira
- Rio Celeiro. Está na província de Lugo.
- Rio Cereixo de Brinha. Está na província de Pontevedra e é afluente do rio Minho pela direita.
- Rio Chamoso. Está na província de Lugo e é afluente do rio Minho pela esquerda.
- Rio Covés. Está em Pontedeume, na província da Corunha.

## D
- Rio Deva (Ourense)
- Rio Deva (Pontevedra)
- Rio Deza
- Rio Dubra. Está na província da Corunha.

## E
- Rio Eo
- Rio Eume

## F
- Rio Fabilos. Está na província de Lugo.
- Rio Ferreira
- Rio Folón. Está no conselho do Rosal, na província de Pontevedra.

## G
- Rio Gándara. Está na província da Corunha.
- Rio Govia. Está na província da Corunha.
- Rio Grande. Está na província de Lugo. Há outro rio Grande em Ribeira na província da Corunha.
- Rio Grande de Juvia. Está na província da Corunha.

## J
- Rio Jalhas

## L
- Rio Labrador. Está na província de Lugo.
- Rio Ladra. Está na província de Lugo. É um afluente do rio Minho pela margem direita.
- Rio Lambre. Está na província da Corunha.
- Rio Lambruxo. Está na província da Corunha.
- Rio Landro
- Rio Lea. Afluente do rio Minho pela margem esquerda, na província de Lugo.
- Rio Léres
- Rio Lejoso. Um dos dois que confluem para formar o Rio Grande, na Província de Lugo.
- Rio Limia
- Rio Lodeiro. Afluente do rio Dubra, está na província da Corunha.
- Rio Loio. Afluente do rio Minho pela margem esquerda, na província de Lugo.
- Rio Lonia. (Também chamado rio Lonha). Está na província de Ourense no conselho de Ourense. É um afluente do rio Minho pela margem esquerda.
- Rio Lor
- Rio Louro. Está na província de Pontevedra. É um afluente do rio Minho pela margem direita.

## M
- Rio Madanela. Está na província de Lugo.
- Rio Mandeo. Está na província da Corunha.
- Rio Masma. Está na província de Lugo.
- Rio Mendo.  Está na província da Corunha.
- Rio Mera
- Rio Mero. Está na província da Corunha.
- Rio Minho. Atravessa as províncias de Lugo, Ourense e Pontevedra.
- Rio Minhor
- Rio Mondariz. Afluente do rio Lambre, está na província da Corunha.

## N
- Rio Narla. Está na província de Lugo, afluente do rio Minho pela direita.
- Rio Narón. Está na província de Lugo, afluente do rio Minho pela direita.
- Rio Návea
- Rio Navia. Atravessa pela província de Lugo e Astúrias.
- Rio Neira. Está na província de Lugo, afluente do rio Minho pela esquerda.
- Rio Noceda. Afluente do rio Lexoso (depois, rio Grande), na Província de Lugo

## O
- Rio Oribio
- Rio Ouro

## P
- Rio Parga
- Rio Parrote. Afluente pela esquerda do rio Eume na província da Corunha.
- Rio Pazos. Afluente do rio Parrote, por sua vez, afluente do rio Eume, na província da Corunha.
- Rio Pego. Está na província de Pontevedra, afluente do rio Minho pela direita.
- Rio Pequeno. Está na província de Lugo.
- Rio Porto. Afluente do rio Parrote, por sua vez, afluente do rio Eume, na província da Corunha.
- Rio do Porto. Afluente do rio de Cervanha, por sua vez, afluente do rio Deza, na parroquia de Moalde, conselho de Silheda, província de Pontevedra.

## R
- Rio Robra. Afluente pela margem esquerda do rio Minho, está na província de Lugo.

## S
- Rio Salas
- Rio Sardinheira. Afluente pela margem esquerda do rio Minho, está na província de Lugo.
- Rio Sar. Está na província da Corunha.
- Rio Sarria
- Rio Sil
- Rio Sor
- Rio Santa Lucía. Afluente dos Rios Ulha, Teo e a Corunha

## T
- Rio Tambre
- Rio Támega
- Rio Támoga. Afluente pela margem direita do rio Minho, na província de Lugo.
- Rio Tamuge. Afluente pela margem direita do rio Minho na província de Pontevedra.
- Rio Te. Em Rianxo, na província da Corunha.
- Rio Tea. Afluente pela margem direita do rio Minho, na província de Pontevedra.
- Rio Telha. Afluente do Santa Lucía (Ulha) - A Corunha

## U
- Rio Ulha
- Rio Umia

## V
- Rio Valderías. Está na província de Ourense.
- Rio Valinhas. Está na província da Corunha.
- Rio Verdugo.
- Rio Vilarinho. Afluente do rio Bajoi na província da Corunha.
- Rio Vijoi. Está na província da Corunha.